# Aartosaaret
Aartosaaret är en ö i Finland. Den ligger i sjön Kemi träsk och i kommunen Kemijärvi i landskapet Lappland, 700 km norr om huvudstaden Helsingfors. Öns area är 0,1 hektar och dess största längd är 50 meter i sydväst-nordöstlig riktning.  Namnet antyder att det är fråga om flera öar, men det är bara en ö.